# مهرنامه
مهرنامه مجله‌ای در زمینه علوم انسانی و علوم اجتماعی است که از اسفند ۱۳۸۸ ابتدا به صورت ماهنامه در تهران منتشر شد و پس از مدتی با ادوار نسبت منظم به چاپ ادامه داد. این نشریه پیش از انتشار روزنامه سازندگی، و در تیرماه ۱۳۹۶ به انتشار خود پایان داد. مدیر مسئول این نشریه فروزنده ادیبی و قائم مقام آن مهدی شمشیریان و سردبیر آن محمد قوچانی بود.

## خطّ مشی
در این ماهنامه مقالات، گفتگوها، پژوهش‌ها و یادداشت‌هایی در زمینه علوم انسانی منتشر می‌شود. تحریریه مهرنامه منظور خود از علوم انسانی را آن بخش از دانش مدرن عنوان کرده که فرهنگ بشری را در عصر حاضر ساخته‌است.
فلسفه، تاریخ، الهیات، جامعه‌شناسی، اقتصاد و سیاست مضامین اصلی مهرنامه را تشکیل می‌دهد. با این حال موضوعات دیگری مانند ادبیات و هنرها نیز در این ماهنامه بررسی می‌شود.

## تحریریه مهرنامه
سردبیر این ماهنامه محمد قوچانی است. تحریریه مهرنامه را برخی روزنامه‌نگاران مجله‌های شهروند امروز، ایران دخت، پیک سبز، نافه، تجربه، آسمان، صدا و روزنامه‌های اعتماد ملی، کارگزاران، اعتماد، هم‌میهن، آسمان، مردم امروز تشکیل می‌دهند که محسن آزرم، مهدی یزدانی‌خرم، مریم باقی، محمد طاهری، رضا طهماسبی، هادی خسروشاهین، حامد زارع، علیرضا غلامی، ابوذر باقی، اکبر منتجبی، بیژن مومیوند، حسن همایون و محمدجواد روح از جمله اعضای آن هستند.

## گفتگوها
گفتگو با هوشنگ ابتهاج، سید جواد طباطبایی، فریبرز رئیس‌دانا، واسلاو هاول، داریوش آشوری، محمود دولت‌آبادی، ایوان کلیما، یوسف اباذری، سیدحسین نصر، هاشمی رفسنجانی، محمدعلی کوشا، ابراهیم یزدی، فریدون جنیدی، موسی غنی‌نژاد و ابراهیم گلستان از گفتگوهای مهمی بودند که در مهرنامه منتشر شد.

## نقدها بر مهرنامه
نقد جواد طباطبایی بر ترجمه داریوش آشوری از کتاب شهریار نوشته ماکیاولی از جمله مطالب حاشیه‌دار این ماهنامه بوده‌است. آشوری نیز پاسخی بر مقاله طباطبایی نوشت که در مهرنامه منتشر شد. طباطبایی در نقد خود آشوری را متهم به زبان‌بازی کرده و ترجمه او را دور از اندیشه اصلی ماکیاولی دانسته‌است.
محمد مجتهد شبستری در متنی با عنوان «این بازی سیاسی را رها کنید» از مجله مهرنامه به دلیل «سیاسی کردن ناشیانه، گنجاندن مصنوعی و غیرواقعی این فرد یا آن فرد تحت این عنوان یا آن عنوان، طرح پرسش‌های کاملاً غیرشفاف ولی جهت‌دار در پاره‌ای از گفتگوها و کشاندن پاسخ دهنده به موضع‌گیری علیه این یا آن فرد و سخن گفتن‌های بی‌مبنا» در این نشریه انتقاد کرد.
یادداشتی با عنوان «سخنی تلخ با روزنامه‌نگاران نیمه حرفه‌ای» در وبگاه جرس، محمد قوچانی و بابک زنجانی را مشابه دانسته و نوشت: «هر دو امنیتی نیستند اما از رانت امنیتی‌ها برخودار می‌شوند؛ هر دو در فضای سرشار از رانت و سانسور و تقلب می‌توانند مشهور شوند و کار کنند و به جایی برسند».
فرج سرکوهی در مقاله‌ای با نام «کین نامه راست مدرن اسلامی - کالبد شکافی فرهنگی کاران امنیتی» در اخبار روز این نشریه را نقد کرده و عمده مطالب آن را شامل شاخصه‌های تیپی که «فرهنگی کاران امنیتی» می‌نامد خواند. از جمله این شاخص‌ها: انتشار اطلاعات نادرست، جعل، تحریف، دروغ و ضداطلاعات به عنوان داده‌ها و اطلاعات مستند برای انتقال پیام‌های سیاسی؛ دوگانه‌سازی خیر مطلق ـ شر مطلق؛ نگاه ایدئولوژیک و مکتبی؛ قربانی کردن معیارهای حرفه‌ای؛ روشنفکر ستیزی؛ تخریب میراث روشنفکری مستقل؛ تبلیغِ گفتمان‌های غیر انتقادی؛ چپ ستیزی؛ زبان روائی ـ تصویری گزارش‌نویسی عامه پسند؛ شیرین نویسی؛ سرمقاله‌های روایتی؛ خودداری از انتشار پاسخ‌ها؛ به کار گرفتن تکنیک‌های جنگ روانی و اطلاعاتی؛ تحریف تاریخ؛ هدف‌های ثابت.
یکی از روزنامه‌نگاران نیز به تازگی در نقد نشریات روشنفکری نوشت: تعجب همیشگی‌ام از ارتباط یک سویهٔ نشریات روشنفکری مورد علاقه‌ام است. اینکه هیچ راهی برای نقد و نظری دربارهٔ مطالب منتشر شده‌شان نبود و نیست. یا اگر هست ظاهری‌ست. نگاهی به نشریات تیم قوچانی بکنید، نشانی ایمیل وجود ندارد. آن هم در نشریاتی که بارها نوشته‌هایی داشته و دارند که دست کم منِ خوش خیال گمان می‌کنم اشتباه فکریِ نویسندگان قلم‌پاک هست و به دنبال راهی برای نقد نوشته‌ای هستم اما راهی وجود ندارد. نه در گروه نشریات هم‌میهن و نه در مجلات مثلا روشنفکری و شبه‌روشنفکری دیگر. نشریاتی که اشتباه کم ندارند اما به نظر می‌رسد در یک غرور کاذب، لزومی نمی‌بینند دیالوگی به وجود بیاید. نمونه‌هایش زیاد بود و هست. مثلا وقتی که هاشمی رفسنجانی می‌شد نمادی از یک سیاست اقتصادی خوب که هم کاپیتالیستی بود و هم اسلامی! یا وقتی که فریدون آدمیت می‌شد تاریخ‌نویس غالی‌ئی که به گفتهٔ آقایان، به اشتباه فکر می‌کرده مشروطیت و مشروعیت یا به تعبیر امروزی جمهوریت و اسلامیت با هم سازگاری ندارند! (انگار آقایان بعد از این تجربهٔ ۴۰ ساله کشف کرده‌اند که سازگاری دارد) هرچند دست کم می‌توان برای قوچانی و گروهش این حُسن را قائل شد که صداقت دارند و با درج نکردن نشانی ایمیل، آشکارا اعلام می‌کنند که هیچ راه ارتباطی‌ئی برای نوشتنِ نویسندگان دیگر بیرون از باندهای رسانه‌ای نیست. زیرا نشریات دیگر نشانی ایمیل خود را ریاکارانه درج کرده‌اند اما تزئینی‌ست. اینکه باندهای رسانه‌ای حاضر به برقراری دیالوگ نیستند و مونولوگ محورند نشان می‌دهد که استقلال مالی ندارند و نشریات‌شان بر پایهٔ آگهی و فروش نمی‌چرخد و رانتی‌ست. هرچند این شفافیت پیرامون تیم قوچانی هست که همه می‌دانیم از طرف کارگزاران و به ویژه شخص کرباسچی حمایت مالی می‌شوند و از چارچوب همان‌ها نیز نباید بیرون بزنند.
عبدالکریم سروش در مورد این نشریه و بعضی گردانندگان و نویسندگان آن چنین گفته‌است: «عجب نیست که «قهرنامه»‌ها دایر کرده‌اند و زنگیان جنگی از تبریز و قوچان و اردکان آورده‌اند و به آنان جواز و جسارت داده‌اند تا با روشنفکران دینی درآویزند و آنان را بر صلیب ولایت بیاویزند.»
مصطفی ملکیان در مصاحبه‌ای به‌طور مفصل ایرادات و احتمالاتی را در مورد سیاست‌های حاکم بر این نشریه مطرح کرده‌است. محمد قوچانی تلویحاً در گفت و گویی که با وب سایت فرهنگ امروز داشت، به انتقادات مصطفی ملکیان پاسخ داد؛ متن این گفت‌وگو در شماره ۴۱ مهرنامه چاپ شده‌است.
بیشتر نقدها به مهرنامه به دو دلیل است: نقد و بررسی جریان چپ و متمایل به مارکسیسم و سوسیالیسم و نقد و بازخوانی کارنامه روشنفکری دینی.